# Kris Jensen Skriver
Kris Jensen Skriver, né le 10 novembre 1988 à Vejle (Danemark), est un homme politique danois, membre de la Social-démocratie.

## Biographie
Kris Jensen Skriver est professeur d'école de profession à partir de 2014.
Engagé au sein de la Social-démocratie, il est élu conseiller municipal de Billund lors des élections municipales de novembre 2013. Il est ensuite réélu en 2017 et en 2021,.
Il est élu député au Folketing lors des élections législatives du 1er novembre 2022.